# Nicolò Carucci

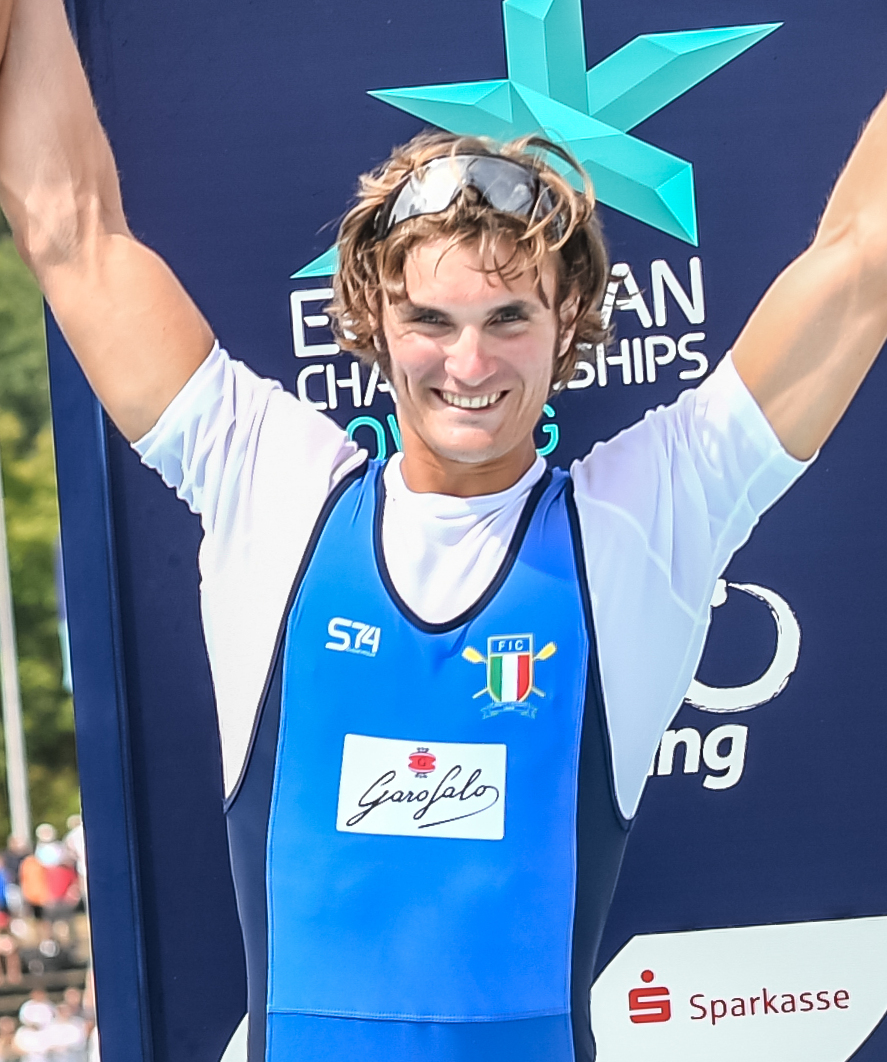
Carucci, 2022 bei den Europameisterschaften in München

Nicolò Carucci (* 22. Februar 2001 in Mailand) ist ein italienischer Ruderer. Er gewann bis 2023 bei Weltmeisterschaften eine Silber- und eine Bronzemedaille. Bei Europameisterschaften erruderte er zwei Goldmedaillen und eine Bronzemedaille. 

## Sportliche Karriere
Bei den Junioren-Weltmeisterschaften 2018 belegte Carucci mit Sebastiano Carrettin den vierten Platz im Doppelzweier. Im Jahr darauf bei den Junioren-Weltmeisterschaften 2019 gewann er zusammen mit Matteo Sartori die Bronzemedaille in dieser Bootsklasse. 2021 versuchte Carucci sich zusammen mit Luca Chiumento im Doppelzweier für die Olympischen Spiele in Tokio zu qualifizieren. In der letzten Qualifikationsregatta hätten die beiden einen der ersten beiden Plätze belegen müssen, sie wurden aber nur Sechste. Bei den U23-Weltmeisterschaften 2021 erkämpfte Carucci die Silbermedaille im Doppelvierer. 
Im Jahr darauf gewannen Nicolò Carucci, Andrea Panizza, Luca Chiumento und Giacomo Gentili die Goldmedaille im Doppelvierer bei den Europameisterschaften 2022 in München vor den Polen und den Rumänen. Einen Monat später siegten die Polen bei den Weltmeisterschaften in Račice u Štětí vor den Briten und den Italienern. Bei den Europameisterschaften 2023 in Bled gewannen die Polen den Titel vor den Niederländern und den Italienern, die 2023 mit der gleichen Crew wie 2022 antraten. Drei Monate später bei den Weltmeisterschaften in Belgrad siegten die Niederländer vor den Italienern und den Polen. Bei den Europameisterschaften 2024 in Szeged siegte der italienische Doppelvierer vor den Schweizern und den Polen. Bei der Olympischen Regatta 2024 in Paris rückte Luca Rambaldi für Carucci in den Doppelvierer. Carucci trat in Paris zusammen mit Matteo Sartori im Doppelzweier an, die nicht eingespielte Crew belegte den letzten Platz.
Nicolò Carucci startet für Fiamme Oro, die Sportabteilung der Polizia di Stato.